# C-Fos
Nei campi della biologia molecolare e della genetica, il c-fos è un proto-oncogene che è l'omologo umano dell'oncogene retrovirale v-fos. È stato scoperto nei fibroblasti di ratto come il gene trasformante della FBJ MSV (sarcoma virus murino di Finkel-Biskis-Jinkins). Si tratta di una parte di una più grande famiglia Fos di fattori di trascrizione che comprende c-Fos, FosB, Fra-1 e Fra-2. È stato mappato alla regione cromosomica 14q21 → Q31. Il c-Fos codifica una proteina kDa 62, che forma un eterodimero con c-jun (parte della famiglia Jun di fattori di trascrizione), con conseguente formazione di AP-1 (attivatore Protein-1) complesso che lega il DNA nei siti AP-1 specifici.  Gioca un ruolo importante in molte funzioni cellulari ed è stato trovato in una varietà di tumori.